# Aloe sinkatana x jucunda
Aloe sinkatana x jucunda é uma espécie de liliopsida do gênero Aloe, pertencente à família Asphodelaceae.